# وهیپنو (بخش)

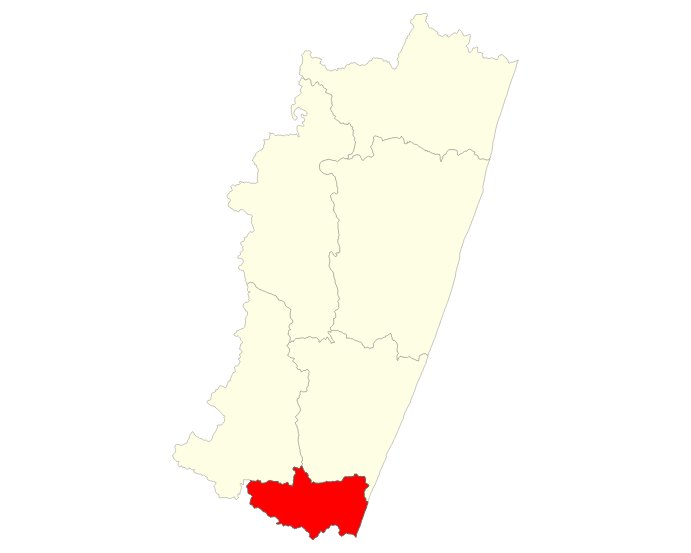
منطقه ای در ماداگاسکار

وهیپنو (به لاتین: Vohipeno) یک منطقهٔ مسکونی در ماداگاسکار است که در واتوواوی-فیتووینانی واقع شده‌است.